# Hasael

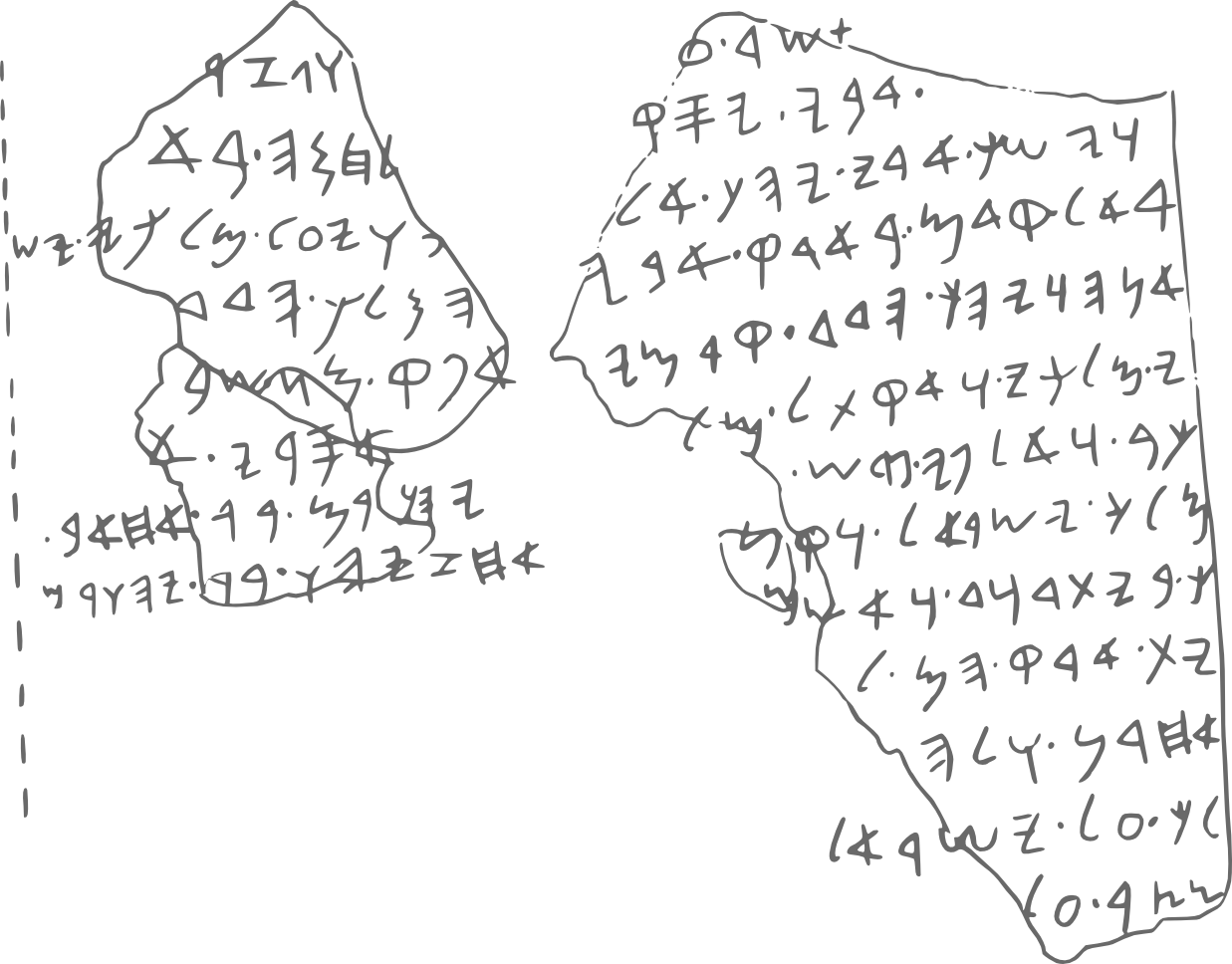
Tel Dan stele, möjligen av Hasael.

Hasael var en arameisk kung i Aram-Damaskus som var ett av de arameiska rikena. Han var i krig mot Assyrien, Samarien och Juda och omnämns i assyriska och arameiska skrifter och i Bibeln. Under hans regeringstid 842–800 f.Kr. var riket Aram-Damaskus som störst.

## Hasael enligt Bibelns legender
Profeten Elisa betraktade Hasael länge och väl och brast slutligen ut i gråt. Hasael undrade varför han grät och när han blev tillfrågad, fick han då svaret: “Därför att jag vet hur mycket ont du skall göra Israels barn: Du skall sätta eld på deras fästningar, deras unga män skall du dräpa med svärd, deras späda barn skall du krossa, och deras havande kvinnor skall du upprista” (2 Kung 8:12). 
När Hasael tagit kungamakten i Aram dirigerade han sina trupper mot Israel och intog det. För att göra sig fri från Hasael sökte Israels konung hjälp hos assyrierkungen genom att erbjuda denne en stor mängd guld. Den hjälpen var dock till ingen nytta. Konung Hasael slår tillbaka assyrierna och fortsätter att kriga mot Israel. Därmed hejdade araméerna den assyriska framryckningen för andra gången. Hasael, tog med våldsamma anfall, ifrån Jehu allt land öster om Jordan, båda länderna Gilead och Basan (2 Kung. 10:32-33). 
Andra Kungabokens kap.13:7 informerar oss om hur illa Hasael gjorde Israel och anges i följande mening: “Ty Han hade inte låtit Joahas behålla mer folk än 50 ryttare, tio vagnar och 10 000 man fotfolk. Så illa förgjorde dem kungen i Aram. Han slog dem, så att de blev som damm, när man tröskar”. Under Hasaels tid vid makten blev Israel praktiskt taget en koloni till Aram. Hasael besegrade även filistéerna, och genom intagandet av Gat, (2 Kung. 12:17) fick han kontroll över karavanvägen till Medelhavet. 
Konungen tågade nu mot Jerusalem i Juda, men staden friköptes med alla templets skatter och allt guld som fanns i den kungliga skattkammaren (2 Kung. 12:17 och 18).